# Maria de Lourdes Resende
Maria de Lurdes Dias Resende, anteriormente Maria de Lourdes Dias Resende Vidal OM • ComM (Barreiro, 29 de janeiro de 1927 – Lisboa, 25 de novembro de 2022), foi uma cantora portuguesa, intérprete de sucessos como "Alcobaça" e Prémio Bordalo (1962).
Recebeu vários prémios de popularidade, sobretudo nas décadas de 1960 e 1970.

## Biografia
Nasceu a 29 de janeiro de 1927, no Barreiro, distrito de Setúbal.
Começou por cantar na igreja de Santa Cruz, no Barreiro, onde seu pai era organista amador. Após a morte do pai mudou-se para Alquerubim [freguesia do concelho de Albergaria-a-Velha], onde  viveu com os seus tios, tendo cantado e participado em várias peças de teatro e festas organizadas na Casa do Povo. Em 1945, aos 18 anos, quando se deslocou a Lisboa por ocasião do casamento da sua irmã, prestou provas na Emissora Nacional, tendo sido ensaiada por Etelvina Marinho, pianista e esposa do cantor lírico Paulo Amorim. Inicialmente cantou na Rádio Graça e em 1945 estreia-se na Emissora Nacional.
Em 1950 actua em Paris, no âmbito do Plano Marshall.
Em 1952 desloca-se ao Brasil onde actua nas principais estações de rádio e televisão. No ano de 1954 grava os primeiros discos de 45 rotações para a editora «Estoril» onde recriava músicas de sabor folclórico da autoria do maestro Belo Marques. Em 1955 obteve a vitória no prémio da Canção de Sucesso, realizado em Génova, com a canção "Alcobaça". Ainda neste ano é eleita "Rainha da Rádio" num concurso promovido pela revista Flama. No ano seguinte é "Rainha do Espectáculo" num concurso da revista Plateia.
Em 1957 participa na primeira emissão da RTP. Concorre ao Festival da Canção Portuguesa, (percursor do Festival RTP da Canção) quer na 1.º edição de 1958, quer na de 1960, esta realizada no Porto, recriando a canção de Luiz Piçarra "Amar É Sina".
Grava "O Papá e a Mamã" e "Carnaval do Estoril" com António Calvário.
Em 1962 vence novamente o título de Rainha da Rádio.
Em 1964 estreia-se como apresentadora de televisão, ao lado de Artur Agostinho, num concurso da RTP.
Em 1966 recebe os 1.º e 2.º prémios do Festival Internacional da Canção, realizado em Toronto, no Canadá.
Fica em 3.º lugar no Festival RTP da Canção de 1967 com "Não Quero o Mundo". É eleita "Maior Cançonetista Portuguesa" pela Imprensa angolana.
Em 1967 é lançado um single de compilação denominado Canções de Natal que inclui a interpretação de Maria de Lourdes Resende do tema "Natal Branco" (versão portuguesa de "White Christmas" de Irving Berlin). Esta edição da Marfer, com todas os temas assinados por António José, também contém "Noite Feliz" ("Silent Night") de Mara Abrantes e dois temas interpretados por Artur Garcia "A Paz do Natal" ("Adeste Fideles") e "Sinos de Natal ("Jingle Bells").
Em 1969 regressava aos seus maiores sucessos para a editora Marfer.
O ano 1970 mostra um registo no Teatro com Maria de Lourdes Resende no papel "Anaïs" na peça Um Chapéu de Palha de Itália do TEC (Teatro Experimental de Cascais), num elenco com nomes como Maria do Céu Guerra, António Anjos, João Vasco ou Mário Viegas, numa com encenação de Carlos Avilez. Estreada a 8 de maio no Teatro Gil Vicente, em Cascais, esta tradução de Fernando Fragoso para Un chapeau de paille d'Italie de Eugène Labiche e Marc-Michel, contou com o maestro António Vitorino d'Almeida como responsável músicas e por canções e Natália Correia assinou as canções originais.
No início da década de 1990 começam a surgir em CD as compilações, inseridas em colecções, como O Melhor de Maria de Lourdes Resende, pela EMI em 1993, e O Melhor dos Melhores, com chancela da Movieplay em 1994 ou em 1996 Não, Não e Não, pela EMI-Valentim de Carvalho.
Com mais de 200 músicas gravadas, uma das que se destacam é "Alcobaça" com letra de Silva Tavares e música de Belo Marques. Foi precisamente na localidade de Alcobaça (distrito de Leiria) que Maria de Lourdes Resende foi homenageada por ocasião dos seus 50 anos de carreira, num evento vedetas contemporâneas, autores, compositores, amigos e familiares e que decorreu no Cine-Teatro de Alcobaça no dia 29 de abril de 1995.
Faleceu na noite de 25 de novembro de 2022, na sua residência, em Lisboa, aos 95 anos.

## Distinções
- Em 1948 recebeu o Prémio de cançonetista no Concurso de Artistas Ligeiros da Rádio
- Prémio Bordalo (1962), ou Óscar da Imprensa, entregue pela Casa da Imprensa em 1963, na categoria "Música Ligeira" que também distinguiu o cançonetista António Calvário, a acordeonista Eugénia Lima, o compositor Nóbrega e Sousa, o conjunto instrumental Conjunto Jorge Machado, o conjunto vocal Trio Odemira e a Orquestra Ligeira da Emissora Nacional[10]
- A 12 de novembro de 1970, foi agraciada com o grau de Oficial da Ordem de Benemerência (atual Ordem do Mérito)[11]
- Recebeu as Medalhas de Prata das Câmaras Municipais do Barreiro, Alcobaça e Lamego
- Recebeu a Medalha de Ouro da Câmara Municipal do Barreiro
- Foi homenageada na toponímia de Alcobaça, numa das principais ruas da cidade[1]
- A 29 de janeiro de 2019, foi agraciada com o grau de Comendadora da Ordem do Mérito[11]

## Discografia

### Álbuns
- A Grande Dama da Canção Portuguesa (LP; K7; Cartucho , Madrid :  Mafer, 1972)[12][13][14]

### Compilações
- O Melhor de Maria de Lourdes Resende (CD, EMI, 1993, Colecção "O Melhor de")[5]
- O Melhor dos Melhores (n.º 15) (CD, Movieplay, 1994, Colecção "O Melhor dos Melhores")[6]
- Não, Não e Não (CD,  EMI-Valentim de Carvalho, 1996, Colecção "Caravela")[7]
- Os Inesquecíveis (nº 11) (CD, Planeta De Agostini, 1999, Colecção "História da Música Ligeira Portuguesa")[15]
- Clássicos da Renascença (nº 43) (CD, Movieplay, 2000, Colecção "Clássicos da Renascença")[16]
- Canções de Ouro" (CD, Barcelona: Novoson, 2010)[17]

### Singlese EPs
- "Primavera em Paris" (Single, A Voz do Dono, 1961)  A:"Primavera em Paris" / "Tudo Pode Acontecer aa Primavera" B: "Menina de Paris" / "Agora que te Encontrei"[18]
- Lisbona (Single,  Alvorada, 1962)  A:"Lisboa Feliz" / "Mar Cruel" B: "Lisbona" / "Baião da Nazaré"[19]
- Contra a Maré (Single, Venezuela : Odeon, 1964)  A:"Contra a Maré" / "As Rosas São Vermelhas" B: "EUA (Canção da Lunda)" / "Comboio do Douro"[20]
- Canções do Grande Prémio TV : Maria de Lourdes Resende (Single, Alvorada , 1967)  A:"Não Quero o Mundo" / "Quando Amanhecer" B: "O Vento Mudou" / "Um Homem Só"[21]
- Canções de Natal (Single compilação, Madrid :  Mafer, 1967) com o tema "Natal Branco"[2]
- Maria de Lurdes Resende (1969) (Single, Madrid : Marfer, 1969) A:"Canção da Minha Esperança" / "Sempre a Sorrir" B: "Onde o Céu É Mais Azul" / "Noite Sem Estrelas"[22][23]
- Maria de Lurdes Resende (1971) (Single, Madrid :  Mafer, 1971) A: "Comboio do Douro" / "Nasci Outra Vez" B: "Contra a Maré" / "Não Percas a Esperança"[24][25]
- "Feliz Natal, Mãe" (Single, Madrid : Marfer, 1971) B:"Canção de Sempre"[26][27]
- "Fiz da Minha Vida Uma Canção" (Single, Mafer, 1972) B: "Conversa Com a Saudade"[28]
- "Canção de Lamego" (Single, Porto, Alvorada, 1977) B:"Rabela do Nordeste"[29][30]
- "Exaltação ao Porto" (Single, Alvorada, 1978) B: "Marcha do Zé do Porto"[31]
- "Cantiga ao Vento" (Single, RR Discos, ?)  B: "Sol de Abril"[32]
- "Não Trago Comigo Estrelas" (Single, RR Discos, ?)  B: "Balada para Amanhã"[33]
- "Portugal Cor de Rosa" (Single, Fonomat, ?)  A:"Portugal Cor de Rosa" / "De Degrau em Degrau" B: "Já nem Sei" / "Perdido Amor"[34]